# Браччи, Пьетро
Пьетро Браччи (итал. Pietro Bracci; 16 июня 1700, Рим — 13 февраля 1773, Рим) — итальянский скульптор, работал в основном в Риме в переходный период от позднего барокко к раннему неоклассицизму.

## Биография
Будущий скульптор родился в Риме 16 июня 1700 года в семье резчика по камню и дереву Бартоломео Чезаре Браччи (1652—1739) и Анны-Франчески Лоренцони. До того как заняться скульптурой, он изучал философию и литературу в коллегиуме иезуитов и, безусловно, был более культурным, чем его современники-скульпторы, настолько, что в 1724 году был принят в литературно-философскую Академию Аркадия под именем Джилизио Нидданио (по традиции аркадийцы присваивали себе вымышленные имена).
Скульптуре Пьетро Браччи обучался у Джузеппе Бартоломео Киари и в течение шести лет у Камилло Рускони. В 1724 году он женился на Фаустине Манчини, а в следующем году открыл мастерскую на площади Сантиссима-Тринита-дей-Монти.
Его самые известные работы — колоссальная статуя Океана, или Нептуна, высотой шесть метров для фонтана Треви в Риме (1761—1763) по модели Джованни Баттиста Майни, фигуры для надгробия папы Бенедикта XIII (1734) в церкви Санта-Мария-сопра-Минерва в Риме, спроектированной архитектором Карло Маркиони, а также гробницы Бенедикта XIV (1763—1770) в базилике Святого Петра, завершённой с помощью ученика Гаспаре Сибилия.
Гробница в соборе Святого Петра, над которой работал скульптор, увековечивает память Марии Клементины Собеской (1742), жены «старого самозванца» Джеймса Стюарта, одного из католиков Стюартов, претендовавших на престолы Англии, Шотландии и Ирландии. Это один из трёх памятников в соборе Святого Петра, посвящённых свергнутой королевской династии Стюартов. Памятник был задуман архитектором Филиппо Бариджони, который предоставил предварительные эскизы, включающие скульптуру Марии Клементины и её портретный медальон в технике мозаики. Браччи также проектировал и вылепил фигуры надгробия кардинала Джузеппе Ренато Империали (1741) в церкви Сант-Агостино в Риме.
Как и всех скульпторов в Риме, Пьетро Браччи часто призывали восстановить или скопировать античные статуи. Так, он отреставрировал известную статую Капитолийского Антиноя. У Браччи был широкий круг интересов, как известно из его рукописей (многие из них позднее были утрачены). Его интересы включали архитектуру, военную инженерию, астрономию, солнечные часы, а также древнеегипетские иероглифы.
Под покровительством кардинала Алессандро Альбани он стал портретистом папского двора. За свою долгую карьеру скульптор выполнил множество портретных бюстов. В 1756 году Браччи стал принципом (председателем) Академии Святого Луки. Он был принят в Академию Клементинa в Болонье и в Папскую академию виртуозов в Пантеоне. Художник, одарённый превосходной, хотя и консервативной техникой, Пьетро Браччи был характерным представителем римской школы скульптуры восемнадцатого века, основанной Джан Лоренцо Бернини.
Браччи умер в Риме в 1773 году. Его сын — скульптор и архитектор Вирджинио Браччи, дочерью которого была рисовальщица пастелью Фаустина Браччи Армеллини. Второй сын — Грегорио Филиппо (1727—?), дочь Франческа посвятила себя миниатюрной живописи.

## Галерея

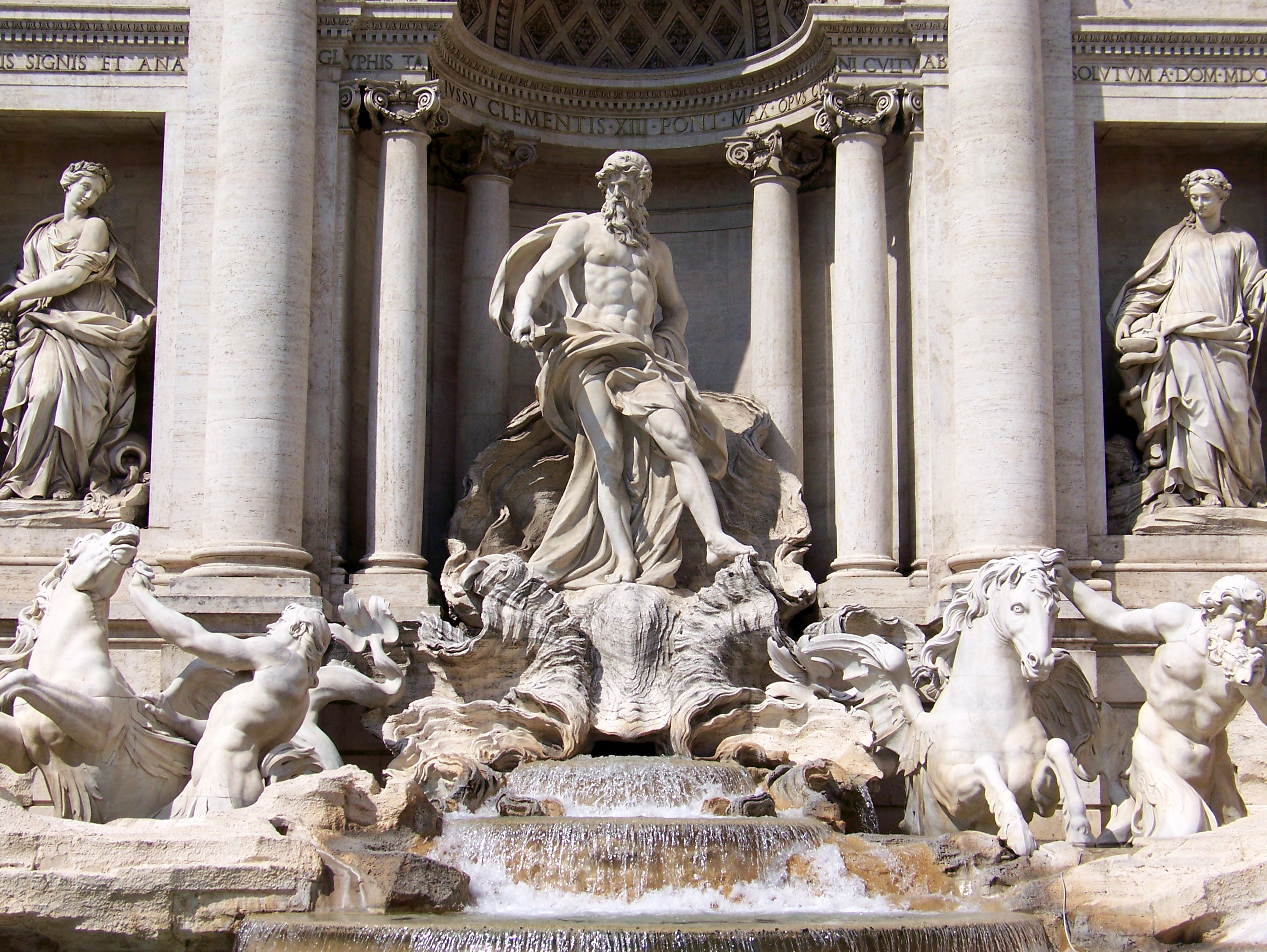
Статуя Океана (Нептуна). 1761—1763. Фонтан Треви, Рим
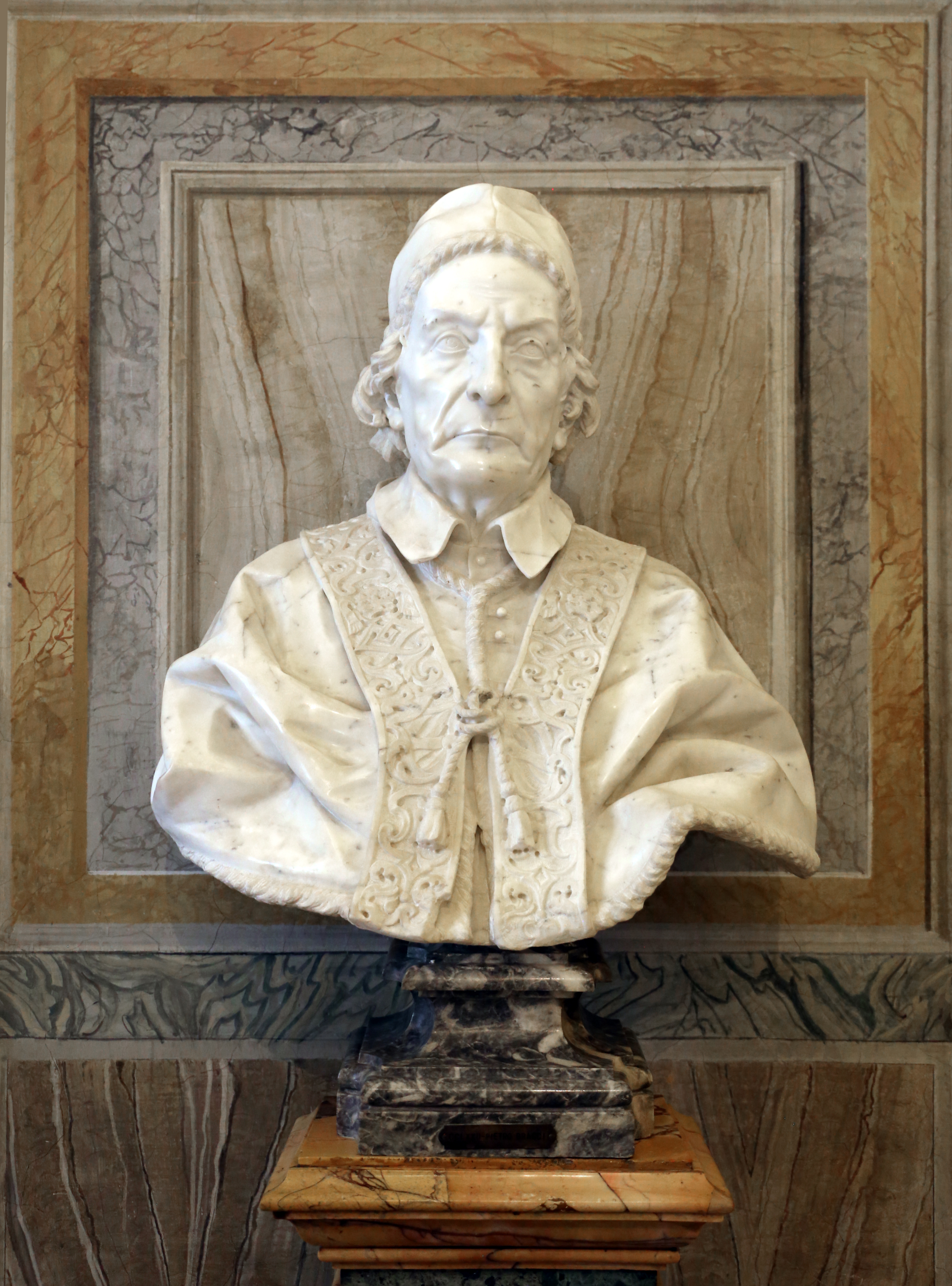
Портрет папы Климента XII. 1730—1740. Мрамор. Галерея Боргезе, Рим
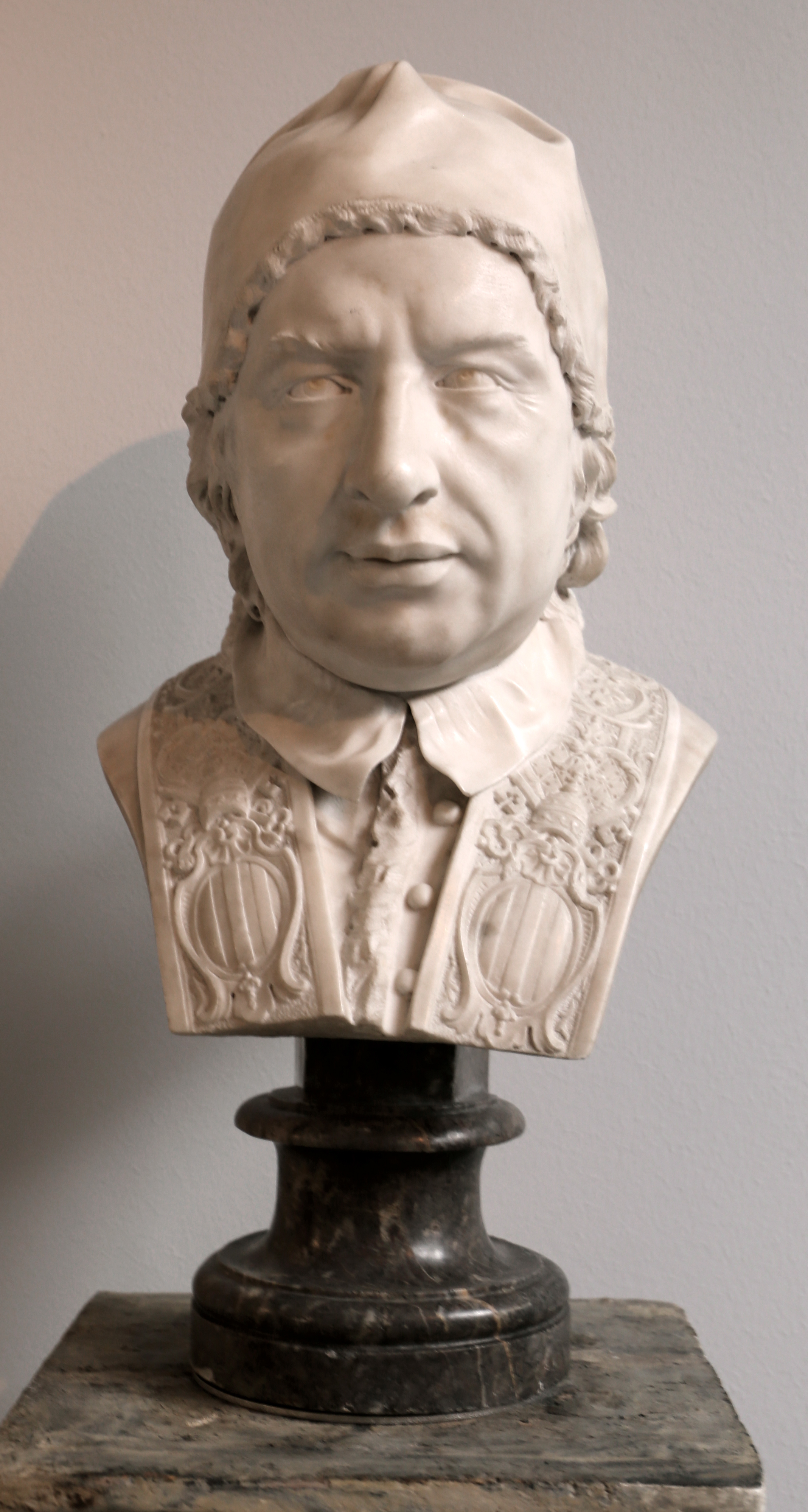
Портрет папы Бенедикта XIV. Мрамор. Музей Боде, Берлин
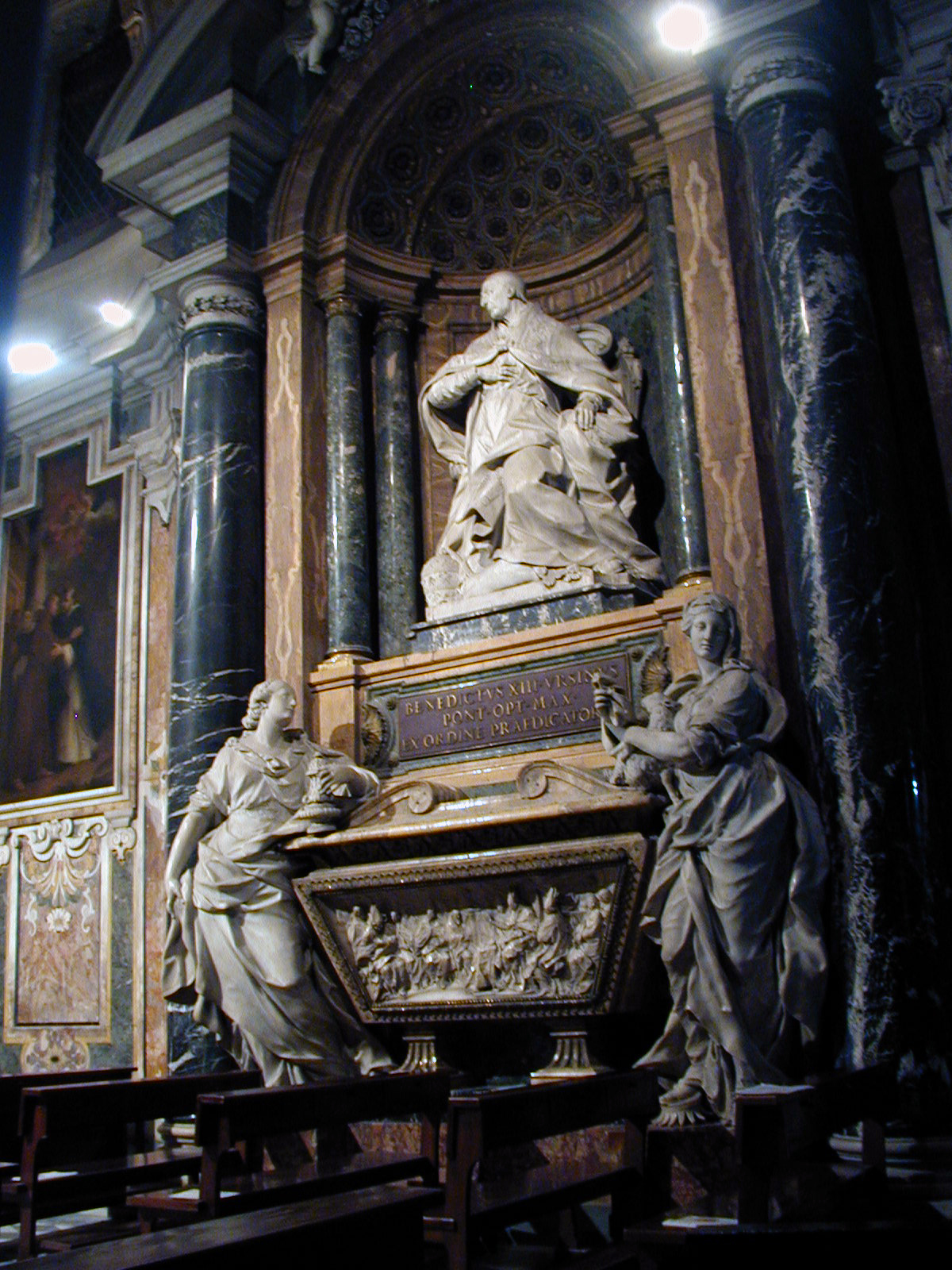
Надгробие Бенедикта XIII в церкви Санта-Мария-сопра-Минерва в Риме. 1734. Проект К. Маркионни
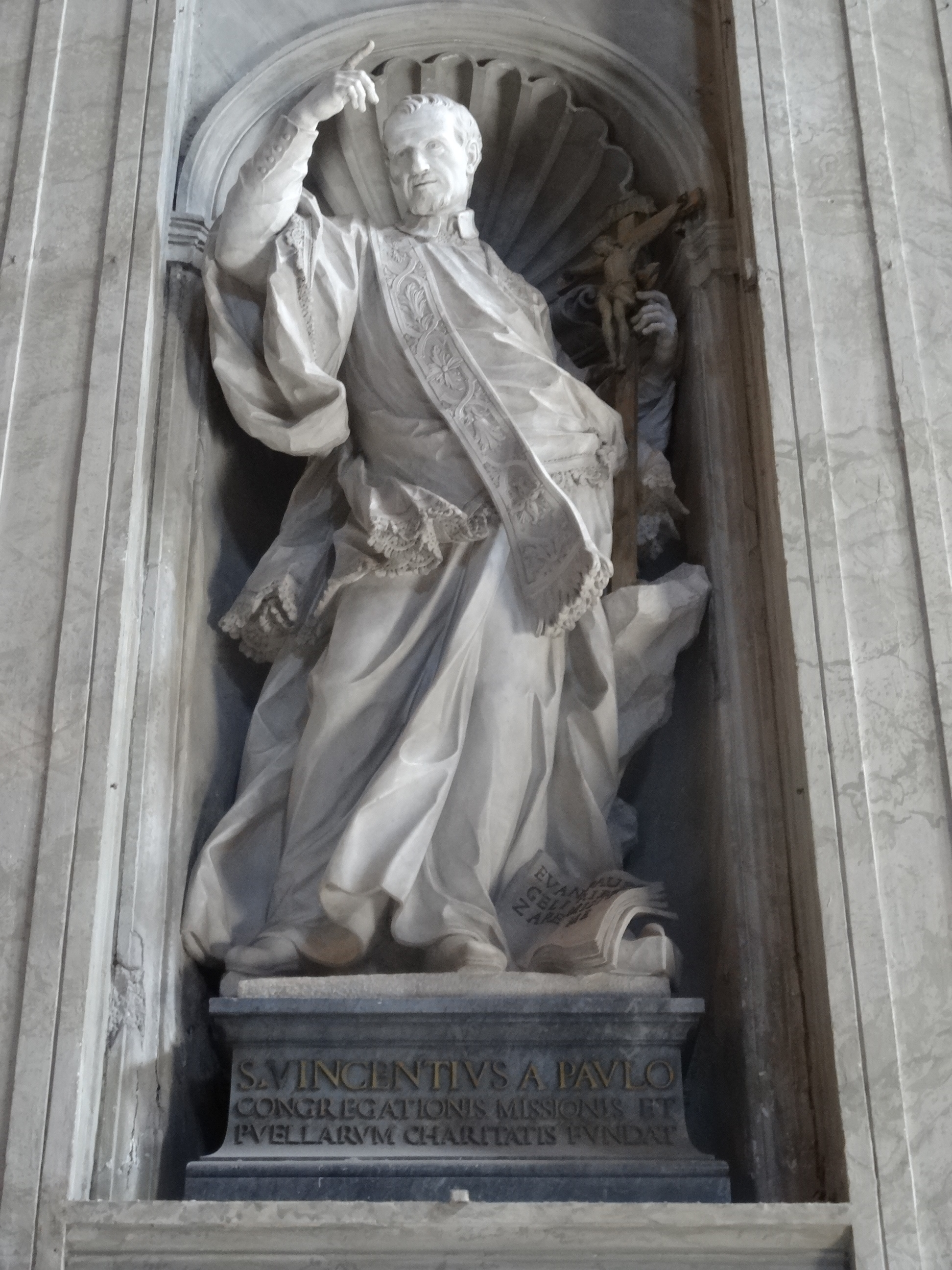
Статуя Винсента де Поля. Мрамор. Собор Святого Петра
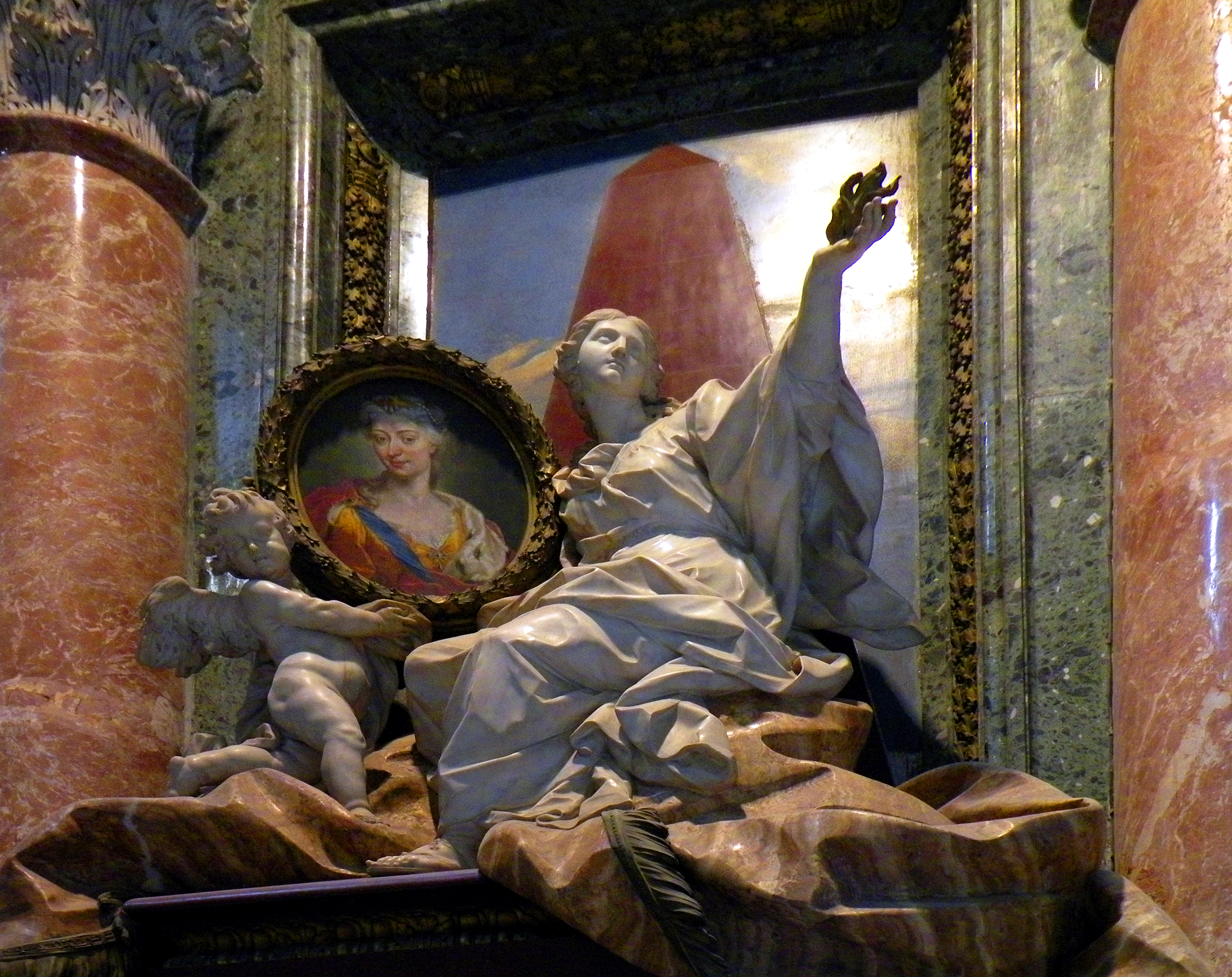
Надгробие Клементины Собеской. 1742. Мрамор. Собор Святого Петра, Рим
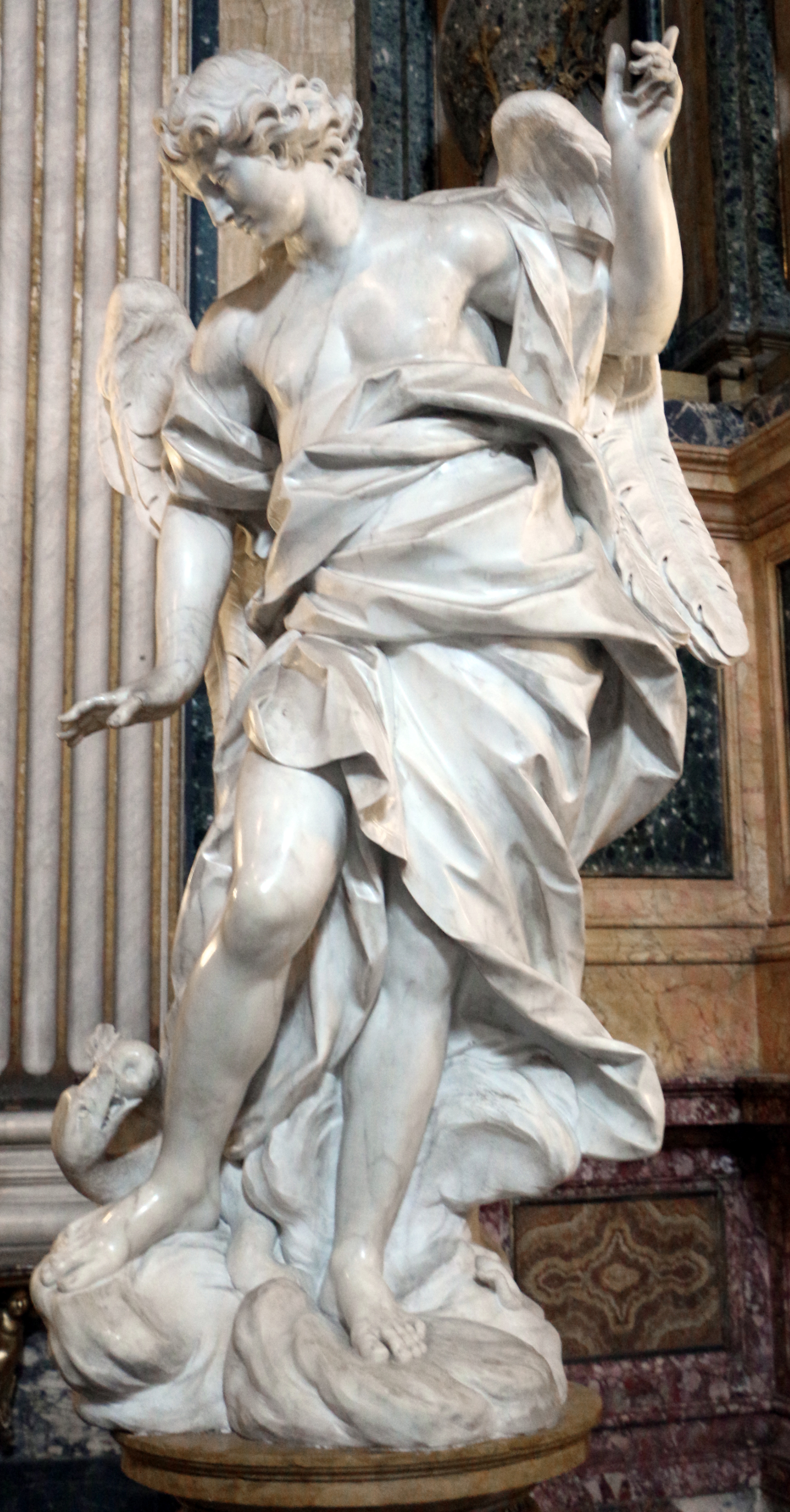
Фигура ангела. 1749. Мрамор. Церковь Сант-Иньяцио, Рим